# Uwe Bein
Uwe Bein (Heringen, Alemanya, 26 de setembre de 1960) és un exfutbolista alemany. Va disputar 17 partits amb la selecció d'Alemanya.